# Todea barbara
Todea barbara is een varen uit de koningsvarenfamilie (Osmundaceae). Het is een grote, terrestrische varen uit het regenwoud van Afrika en Oceanië.

## Naamgeving enetymologie
- Engels: Crepe fern, King fern

De botanische naam Todea is een eerbetoon aan de Duitse botanicus Heinrich Julius Tode (1733-1797). De soortaanduiding barbara is afgeleid van het Oudgriekse 'barbaros' (vreemd).

## Kenmerken
Todea barbara is een grote, overblijvende varen met meer dan 1 m lange, glanzend donkergroene, langwerpige, dubbel geveerde bladen. De bladen staan in één of meerdere bundels op een rechtopstaande, geschubde rizoom, die bij oudere planten een tot 1 m hoge schijnstam vormt. De plant lijkt daarmee een beetje op een boomvaren, maar is daar verder niet mee verwant.
De sporendoosjes zitten op de onderzijde van de vruchtbare bladen (sporofyllen), net als bij het zustergeslacht Leptopteris.

## Habitaten verspreiding
Todea barbara is een terrestrische plant die groeit op vochtige, schaduwrijke plaatsen in het regenwoud van Zuidoost-Australië, Nieuw-Zeeland en Zuid-Afrika.
Geslacht: Leptopteris

Soorten: L. alpina · L. fraseri · L. hymenophylloides · L. laxa · L. moorei · L. superba · L. wilkesiana · L. ×intermedia

Geslacht: Osmunda (+Plenasium)

Soorten: O. angustifolia · O. banksiifolia · O. claytoniana · O. collina · O. gracilis · O. herbacea · O. huegeliana · O. japonica · O. javanica · O. lancea · O. mildei · O. piresii · O. regalis (Koningsvaren) · O. vachellii · O. ×ruggii

Geslacht: Osmundastrum

Soort: O. cinnamomeum (Kaneelvaren)

Geslacht: Todea

Soorten: T. barbara · T. papuana · T. tidwellii